# تخت پرس هرج
تخت پرس هرج در شهرستان مهر، بخش گله‌دار، روستای هرج واقع شده و این اثر در تاریخ ۲۴ تیر ۱۳۸۲ با شمارهٔ ثبت ۹۲۰۷ به‌عنوان یکی از آثار ملی ایران به ثبت رسیده است.